# The Endless River
The Endless River è il quindicesimo album in studio del gruppo musicale britannico Pink Floyd, pubblicato il 7 novembre 2014 dalla Parlophone.
Prodotto da David Gilmour, Phil Manzanera, Youth e Andy Jackson, The Endless River è il primo album del gruppo a distanza di vent'anni dalla pubblicazione di The Division Bell. L'album è stato anche il primo pubblicato dopo la morte del tastierista Richard Wright, avvenuta nel 2008, nonché il terzo dopo l'abbandono di Roger Waters nel 1985.
Definito come il "canto del cigno di Richard Wright", The Endless River è un album prevalentemente strumentale, caratterizzato principalmente da sonorità ambient, basato su materiale inedito che il gruppo registrò con Wright durante le sessioni di The Division Bell nel 1993 con il titolo provvisorio di The Big Spliff.
The Endless River è anche il penultimo verso del brano High Hopes che chiude l'album The Division Bell, come a volergli dare un senso di continuità riprendendo un discorso interrotto vent'anni prima.

## Antefatti
Dopo l'abbandono di Roger Waters nel 1985, e il suo fallito tentativo di decretare lo scioglimento del gruppo, ritenuto da lui "forza esaurita", rimanevano solo due membri effettivi, il chitarrista David Gilmour e il batterista Nick Mason, ai quali si aggiunse in qualità di turnista il tastierista Richard Wright, che Waters aveva estromesso dal gruppo dopo la registrazione di The Wall, per la tournée di A Momentary Lapse of Reason, l'album pubblicato nel 1987; ritornò componente ufficiale della formazione solo con il successivo album The Division Bell del 1994.
Il gruppo registrò quindi due album in studio che ottennero recensioni contrastanti al momento della pubblicazione, ma raggiungendo comunque posizioni elevate nelle classifiche britanniche e statunitensi. The Division Bell vide una più attiva partecipazione di Richard Wright che, per i precedenti tre album, aveva visto ridurre il proprio ruolo all'interno del gruppo; egli non solo apparve per la prima volta tra i riconoscimenti su un album dopo Wish You Were Here, nel 1975, ma registrò anche la sua prima voce solista dopo The Dark Side of the Moon, nel 1973. I Pink Floyd si sciolsero di comune accordo dopo la conclusione del The Division Bell Tour. Il nome del gruppo rimase proprietà di Gilmour e Mason.
Richard Wright continuò a registrare e pubblicò Broken China nel 1996, e aiutò David Gilmour nella registrazione del suo album del 2006, On an Island, intraprendendo inoltre con lui i tour per la promozione dell'album. Wright, tuttavia, morì il 15 settembre 2008.

## Registrazione

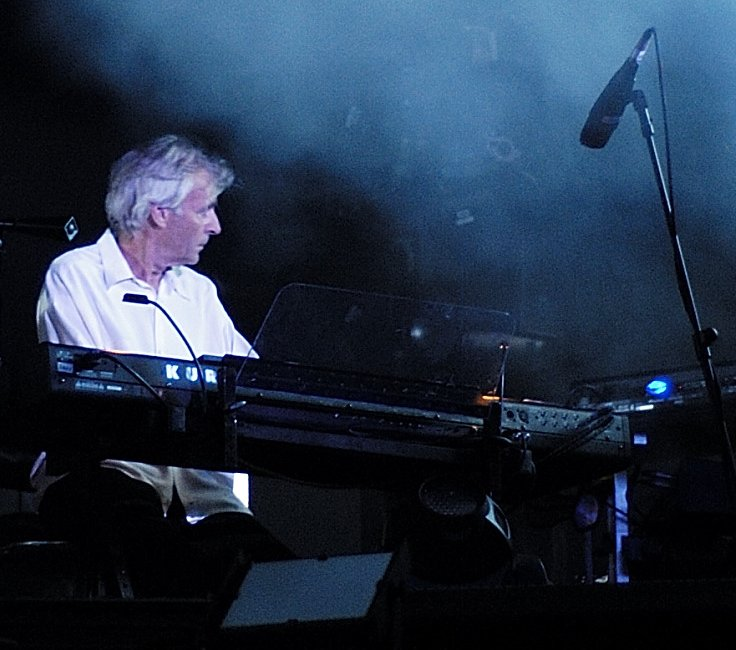
The Endless River è stato pubblicato come tributo a Richard Wright, storico tastierista del gruppo scomparso nel 2008

The Endless River è basato su materiale originariamente registrato tra il 1993 e il 1994 durante le sessioni per The Division Bell presso i Britannia Row Studios e a bordo della Astoria; questo materiale, descritto dal batterista Nick Mason come musica d'ambiente, fu originariamente concepito come un album, provvisoriamente intitolato The Big Spliff. Il gruppo considerò inizialmente la possibilità di pubblicarlo, ma l'idea fu poi accantonata. Dopo la morte di Wright, Gilmour e Mason tornarono in studio per ampliare queste registrazioni, in collaborazioni con altri musicisti e produttori, al fine di realizzare un nuovo album dei Pink Floyd. Originariamente avrebbe dovuto essere esclusivamente strumentale ma, nel dicembre 2013, furono invitati dei coristi, tra cui Durga McBroom, e lo stesso Gilmour prese parte come voce solista in una traccia dell'album.
(Durga McBroom)
Roger Waters non è stato coinvolto nel progetto. Il musicista Guy Pratt, collaboratore dei Pink Floyd e di David Gilmour sin dal 1987, ha registrato una parte di basso per l'album. Wootton inoltre menziona Phil Manzanera come co-produttore dell'album. Non è stata fatta alcuna tournée a supporto dell'album.

## Copertina
La copertina dell'album è realizzata con un estratto fotografico di una vecchia e rara carta geografica francese delle Marche, databile intorno alla metà del XIX secolo e appartenuta allo Stato Pontificio. La scelta è riconducibile al grafico Aubrey Powell, che la selezionò in quanto era presente all'interno dello studio.

## Promozione
Su un tweet pubblicato il 5 luglio 2014, Polly Samson, moglie di Gilmour, rivelò il titolo del nuovo album del gruppo e che sarebbe stato pubblicato intorno a ottobre 2014. Prima di queste indiscrezioni, non esisteva alcuna voce su un'eventuale uscita di un nuovo album dei Pink Floyd. All'annuncio seguì la pubblicazione di una foto della corista Durga McBroom a fianco di Gilmour nello studio di registrazione, confermando l'annuncio di Samson e la sua affermazione che le registrazioni dei brani consistono di "materiale totalmente inedito". L'album venne ufficialmente annunciato dal gruppo il 7 luglio 2014 attraverso il proprio sito ufficiale. Il 22 settembre 2014 il gruppo comunicò che l'album sarebbe stato pubblicato il 10 novembre.
Il gruppo, insieme a molti artisti della EMI, fu coinvolto nella vendita della società alla Universal Music Group dal 2011 al 2013. La Commissione europea e la Commissione Federale sul Commercio statunitense, dopo una revisione da parte della Citigroup, approvarono l'accordo della Universal per comprare la società, benché sotto pesanti condizioni. Una di queste fu la svendita di determinate attività finanziarie della EMI. I Pink Floyd, così come altri artisti della EMI, furono trasferiti ad altre etichette discografiche durante la trattativa. La Parlophone Label Group, costituita sotto Parlophone, fu una delle molte attività ad essere venduta dalla Universal per poter poi acquisire la EMI, e i Pink Floyd furono così trasferiti alla Parlophone Label Group durante la vendita. La Warner Music Group, nel 2013, giunse a un accordo con la Universal per comprare la Parlophone Label Group, acquisendo i diritti di pubblicazione dell'intero catalogo, passato e futuro, dei Pink Floyd.

## Accoglienza
| Recensione        | Giudizio |
| ----------------- | -------- |
| AllMusic          | [ 48 ]   |
| Financial Times   | [ 49 ]   |
| The Guardian      | [ 50 ]   |
| PopMatters        | [ 51 ]   |
| Los Angeles Times | [ 52 ]   |
| NME               | [ 53 ]   |
| The Observer      | [ 54 ]   |
| Pitchfork         | 5.7/10   |
| Rolling Stone     | [ 30 ]   |

L'album ha ricevuto recensioni contrastanti da parte della critica musicale. Sul sito Metacritic, che assegna un punteggio da 1 a 100 basandosi su una media delle recensioni professionali della stampa musicale, l'album ha ricevuto un punteggio di 58.
Ludovic Hunter-Tilney del Financial Times  ha lodato le nostalgiche sonorità del disco, reminiscenza del lavoro del gruppo fino a The Wall. Cameron Cooper di The Music ha assegnato al disco tre stelle e mezzo su cinque, scrivendo come l'album sembrasse «non un canto del cigno ma piuttosto un omaggio finale». Sul The Guardian, Alexis Petridis ha descritto il disco come «un'eco del passato, ma non un vero e proprio nuovo album dei Pink Floyd», passando poi a lodare la traccia finale Louder than Words, definita il brano migliore dell'opera. David Fricke di Rolling Stone ha riportato che l'intero album va inteso soprattutto come un omaggio a Richard Wright. Andy Gill del The Independent ha definito l'album «nient'altro che jam inutili e noiose, interminabili assoli di Dave Gilmour contrapposti alla tastiera di Rick Wright e alle percussioni di Nick Mason senza l'ombra di una melodia decente o altri motivi di interesse che ne giustifichino la durata e l'ascolto... senza la creatività sfrenata di Syd o Roger, tutto quello che rimane è noiosa musica pseudo psichedelica da festa serale». NME ha definito l'album «una collezione di scarti da The Division Bell del '94», mentre Stephen Deusner di Pitchfork ha riportato che The Endless River «resta volutamente la quintessenza dei Pink Floyd, nel bene e nel male ... Concludendo poi definendo il disco come uno dei pochi della band a risultare veramente inutile, un passo indietro, con niente di nuovo da dire e nessuna voglia di esplorare nuove frontiere musicali.» Mikael Wood sul Los Angeles Times, ha definito l'album una vera e propria truffa ai danni dei fan.

## Commenti
David Gilmour ha così presentato l'album:

Nick Mason ha aggiunto nella stessa occasione:

Roger Waters ha invece commentato:

## Tracce
- Side 1

1. Things Left Unsaid – 4:24 (musica: David Gilmour, Richard Wright)
2. It's What We Do – 6:21 (musica: David Gilmour, Richard Wright)
3. Ebb and Flow – 1:50 (musica: David Gilmour, Richard Wright)

- Side 2

1. Sum – 4:49 (musica: David Gilmour, Nick Mason, Richard Wright)
2. Skins – 2:37 (musica: David Gilmour, Nick Mason, Richard Wright)
3. Unsung – 1:06 (musica: Richard Wright)
4. Anisina – 3:15 (musica: David Gilmour)

- Side 3

1. The Lost Art of Conversation – 1:43 (musica: Richard Wright)
2. On Noodle Street – 1:42 (musica: David Gilmour, Richard Wright)
3. Night Light – 1:42 (musica: David Gilmour, Richard Wright)
4. Allons-Y (1) – 1:56 (musica: David Gilmour)
5. Autumn '68 – 1:35 (musica: Richard Wright)
6. Allons-Y (2) – 1:35 (musica: David Gilmour)
7. Talkin' Hawkin' – 3:25 (musica: David Gilmour, Richard Wright)

- Side 4

1. Calling – 3:38 (musica: David Gilmour, Anthony Moore)
2. Eyes to Pearls – 1:51 (musica: David Gilmour)
3. Surfacing – 2:46 (musica: David Gilmour)
4. Louder Than Words – 6:32 (testo: Polly Samson – musica: David Gilmour)

DVD e BD bonus nella versione Deluxe
- Audio-Visual

1. Anisina – 2:49 (musica: David Gilmour)
2. Untitled – 1:22 (musica: Richard Wright)
3. Evrika (A) – 5:58 (musica: Richard Wright)
4. Nervana – 5:31 (musica: David Gilmour)
5. Allons-Y – 5:58 (musica: David Gilmour)
6. Evrika (B) – 5:32 (musica: Richard Wright)

- Audio

1. TBS9 – 2:27 (musica: David Gilmour, Richard Wright)
2. TBS14 – 4:11 (musica: David Gilmour, Richard Wright)
3. Nervana – 5:30 (musica: David Gilmour)

## Formazione

### Gruppo
- David Gilmour – EBow (tracce 1, 3 e 10), chitarra (eccetto traccia 3), basso (tracce 2, 4, 7 e 17), sintetizzatore VCS3 (tracce 4 e 6), pianoforte (tracce 6 e 7), tastiera (tracce 7 e 15), cori (tracce 7, 14 e 17), percussioni (traccia 8), tastiera ed effetti aggiuntivi (traccia 16), voce, organo Hammond ed effetti (traccia 18)
- Richard Wright – organo Hammond (tracce 1, 11, 13 e 16), sintetizzatore (tracce 1, 2, 8, 10, 14, 17 e 18), tastiera (tracce 1, 2, 5, 16 e 17), strumenti ad arco (traccia 2), pianoforte elettrico (traccia 3), organo Farfisa (tracce 4, 6, 14 e 16), pianoforte (tracce 4, 6, 8, 14 e 18), Fender Rhodes (tracce 9 e 18), organo della Royal Albert Hall (traccia 12)
- Nick Mason – batteria (eccetto tracce 1, 3, 6, 8, 10, 12 e 15), rototom (traccia 5), gong (tracce 5, 12 e 16), percussioni (tracce 15 e 18)

### Altri musicisti
- Bob Ezrin – tastiera aggiuntiva (traccia 1), basso (tracce 11, 13, 18 e Untitled)
- Damon Iddins – tastiera aggiuntiva (tracce 4 e 12)
- Andy Jackson – basso (tracce 5 e 16), effetti (traccia 15)
- Youth – effetti (traccia 5)
- Gilad Atzmon – sassofono tenore e clarinetto (traccia 7)
- Guy Pratt – basso (tracce 9 e 14; tracce DVD/BD: Nervana, Allons-Y, Evrika (B), TBS9 e TBS14)
- Jon Carin – sintetizzatore (tracce 9, 11 e 13), loop di percussioni (tracce 11 e 13), tastiera (tracce DVD/BD: Nervana, Allons-Y e Evrika (B))
- Durga McBroom – cori (tracce 14, 17 e 18)
- Stephen Hawking – voce elettronica campionata (traccia 14)
- Anthony Moore – tastiera (traccia 15)
- Louise Marshall, Sarah Brown – cori (traccia 18)
- Escala (Helen Nash, Honor Watson, Victoria Lyon, Chantal Leverton) – strumenti ad arco (traccia 18)
- Gary Wallis – percussioni (tracce DVD/BD: Nervana, Allons-Y e Evrika (B))

### Produzione
- Prodotto da David Gilmour, Phil Manzanera, Youth e Andy Jackson
- Ingegnerizzato e missato da Andy Jackson con Damon Iddins
- Registrazioni originarie ai Britannia Row, Islington, ingegnerizzate da Phil Taylor
- Sessioni del 1993 prodotte da Bob Ezrin e David Gilmour
- Ingegneria, programmazione, progettistica del suono, sintetizzatori e tastiere aggiuntivi: Youth, Eddie Bander e Michael Rendall
- Registrato agli Astoria Studio, Britannia Row Studio, Medina Studio e Olympic Studio

## Successo commerciale
Nella settimana antecedente alla sua pubblicazione, The Endless River ha rimpiazzato Four degli One Direction come album con il maggior numero di prenotazioni di sempre su Amazon UK. Ha debuttato al primo posto della Official Albums Chart, diventando il sesto disco del gruppo in vetta alle classifiche britanniche. Nella prima settimana ha venduto un totale di 139 351 copie, segnalandosi come il terzo maggior debutto commerciale del 2014. Al 27 novembre 2014, l'edizione in vinile aveva venduto circa 6 000 copie, facendone il disco in vinile venduto più velocemente nel Regno Unito durante il 2014 nonché il più venduto in assoluto dal 1997. L'album ha inoltre debuttato al primo posto in diversi paesi, tra cui Francia, Germania, Paesi Bassi, Portogallo, Spagna e Svizzera. Ha raggiunto la vetta della classifica anche in Italia, scalzando Sono innocente di Vasco Rossi dalla prima posizione. Negli Stati Uniti d'America, il disco ha esordito al terzo posto della Billboard 200 con 170 000 copie vendute nella prima settimana; al gennaio 2015 ha venduto 355 000 copie negli Stati Uniti.
Globalmente, The Endless River ha venduto oltre 2,5 milioni di copie durante il 2014.

## Classifiche

### Classifiche settimanali
| Classifica (2014)          | Posizione massima |
| -------------------------- | ----------------- |
| Australia                  | 3                 |
| Austria                    | 1                 |
| Belgio (Fiandre)           | 1                 |
| Belgio (Vallonia)          | 1                 |
| Brasile                    | 4                 |
| Canada                     | 1                 |
| Croazia                    | 1                 |
| Danimarca                  | 1                 |
| Finlandia                  | 4                 |
| Francia                    | 1                 |
| Germania                   | 1                 |
| Giappone                   | 7                 |
| Grecia                     | 1                 |
| Irlanda                    | 1                 |
| Italia                     | 1                 |
| Norvegia                   | 1                 |
| Nuova Zelanda              | 1                 |
| Paesi Bassi                | 1                 |
| Polonia                    | 1                 |
| Portogallo                 | 1                 |
| Regno Unito                | 1                 |
| Regno Unito (rock & metal) | 1                 |
| Repubblica Ceca            | 1                 |
| Spagna                     | 1                 |
| Stati Uniti                | 3                 |
| Stati Uniti (rock)         | 2                 |
| Stati Uniti (tastemakers)  | 1                 |
| Svezia                     | 1                 |
| Svizzera                   | 1                 |
| Ungheria                   | 3                 |
| Classifica (2015)          | Posizione massima |
| Regno Unito (progressive)  | 8                 |

### Classifiche di fine anno
| Classifica (2014)  | Posizione |
| ------------------ | --------- |
| Australia          | 25        |
| Austria            | 22        |
| Belgio (Fiandre)   | 10        |
| Belgio (Vallonia)  | 8         |
| Canada             | 43        |
| Danimarca          | 8         |
| Francia            | 16        |
| Germania           | 3         |
| Italia             | 2         |
| Nuova Zelanda      | 8         |
| Paesi Bassi        | 5         |
| Polonia            | 3         |
| Regno Unito        | 9         |
| Stati Uniti        | 115       |
| Stati Uniti (rock) | 24        |
| Svezia             | 47        |
| Svizzera           | 8         |
| Ungheria           | 7         |
| Classifica (2015)  | Posizione |
| Belgio (Fiandre)   | 41        |
| Belgio (Vallonia)  | 33        |
| Canada             | 17        |
| Francia            | 125       |
| Germania           | 98        |
| Italia             | 44        |
| Paesi Bassi        | 48        |
| Stati Uniti        | 152       |
| Stati Uniti (rock) | 14        |
| Svizzera           | 45        |
| Ungheria           | 30        |

## Date di pubblicazione
| Edizione standard | Edizione standard     | Edizione standard         | Edizione standard        |
| Paese             | Data di pubblicazione | Formato                   | Etichetta                |
| ----------------- | --------------------- | ------------------------- | ------------------------ |
| Australia         | 7 novembre 2014       | Download digitale         | Columbia                 |
| Germania          | 7 novembre 2014       | Download digitale         | Parlophone               |
| Francia           | 10 novembre 2014      | Download digitale         | Parlophone               |
| Stati Uniti       | 10 novembre 2014      | Download digitale         | Columbia                 |
| Regno Unito       | 10 novembre 2014      | CD, 2LP download digitale | Parlophone, Warner Bros. |
| Canada            | 11 novembre 2014      | Download digitale         | Columbia                 |
| Edizione deluxe   |                       |                           |                          |
| Paese             | Data di pubblicazione | Formato                   | Etichetta                |
| Germania          | 7 novembre 2014       | Download digitale         | Parlophone               |
| Francia           | 10 novembre 2014      | Download digitale         | Parlophone               |
| Stati Uniti       | 10 novembre 2014      | Download digitale         | Columbia                 |
| Regno Unito       | 10 novembre 2014      | CD+DVD, CD+BD             | Parlophone, Warner Bros. |
| Regno Unito       | 10 novembre 2014      | Download digitale         |                          |
| Canada            | 11 novembre 2014      | Columbia                  |                          |